# Hypopomidae
Famille
Les Hypopomidae sont une famille de poissons de l'ordre des Gymnotiformes. 

## Liste des genres
Selon FishBase (30 mai 2010) :
- Brachyhypopomus Mago Leccia, 1994
- Hypopomus Gill, 1864
- Hypopygus Hoedeman, 1962
- Microsternarchus Fernández-Yépez, 1968
- Racenisia Mago-Leccia, 1994
- Steatogenys Boulenger, 1898
- Stegostenopos Triques, 1997

## Référence
- Mago-Leccia, 1978 : Los peces de la familia Sternopygidae de Venezuela. Acta Cientifica Venezolana Suplemento, vol. 29, n. 1, p. 1-89.